# Maximilian Schmidbauer

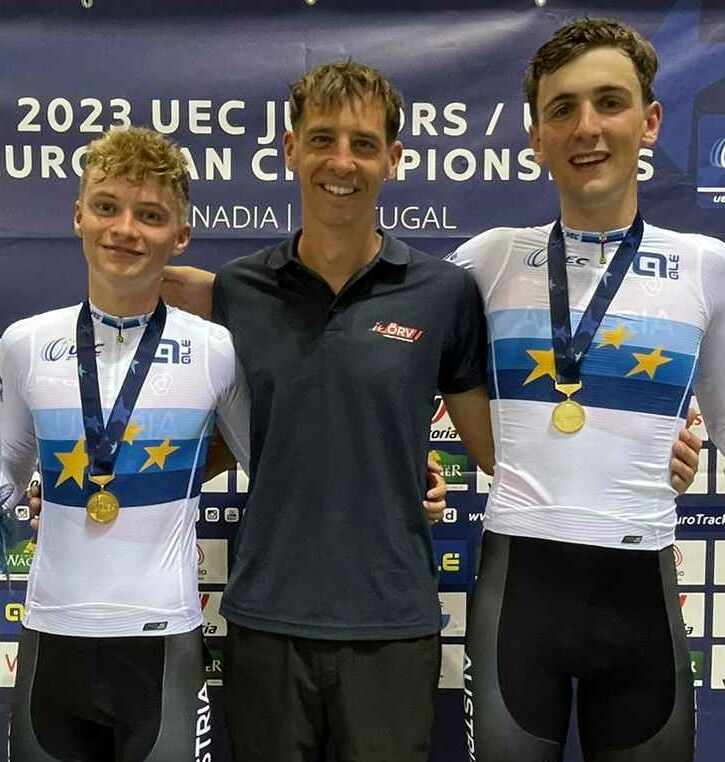
Schmidbauer als U23-Europameister 2023, mit Raphael Kokas (l.) und Trainer Andreas Graf

Maximilian Schmidbauer (* 23. Dezember 2001 in Wien) ist ein österreichischer Radsportler.

## Sportlicher Werdegang
Seit 2018 ist Maximilian Schmidbauer im Leistungsradsport aktiv. In diesem Jahr belegte er bei der österreichischen Straßenmeisterschaft der Junioren Platz drei. 2019 gewann er eine Etappe der serbischen Junioren-Rundfahrt Olympic Hopes.
Bei den nationalen Bahnmeisterschaften 2021 wurde Schmidbauer vierfacher Vize-Meister. Er war Mitglied des österreichischen Mixed-Staffel-Teams, das bei den Straßen-Europameisterschaften Platz fünf belegte. Nachdem er schon an den Bahneuropameisterschaften teilgenommen hatte, wurde er im Oktober 2021 für den Start bei den Bahnweltmeisterschaften in Roubaix nominiert, wo er sich aber nicht auf vorderen Rängen platzieren konnte.
2022 wurde Maximilian Schmidbauer im portugiesischen Sangalhos U23-Europameister im Punktefahren. Im Jahr darauf wurde er gemeinsam mit Raphael Kokas, erneut in Sangalhos, U23-Europameister im Zweier-Mannschaftsfahren.

## Erfolge

### Bahn
2022
- U23-Europameister – Punktefahren
- Österreichischer Meister – Punktefahren, Zweier-Mannschaftsfahren (mit Tim Wafler)

2023
- U23-Europameister – Zweier-Mannschaftsfahren (mit Raphael Kokas)
- U23-Europameisterschaft – Punktefahren
- Österreichischer Meister – Ausscheidungsfahren, Omnium, Punktefahren, Zweier-Mannschaftsfahren (mit Raphael Kokas)

2025
- Österreichischer Meister – Scratch, Punktefahren, Omnium

### Straße
2019
- eine Etappe Olympic Hopes (Junioren)